# Euphagus
Genre
Euphagus est un genre d'oiseaux de la famille des Icteridae.

## Liste des espèces
Selon la classification de référence du Congrès ornithologique international (version 6.4, 2016) :
- Euphagus carolinus (Statius Müller, PL, 1776) - Quiscale rouilleux
  - Euphagus carolinus carolinus (Statius Müller, PL, 1776)
  - Euphagus carolinus nigrans Burleigh & Peters, HS, 1948
- Euphagus cyanocephalus (Wagler, 1829) - Quiscale de Brewer